# Designatus van Maastricht
De heilige Designatus van Maastricht (? - ca. 437) was de vierde bisschop van Maastricht van 413 tot zijn dood.
Volgens de traditionele bisschoppenlijst van Maastricht was hij de opvolger van Urcisinus (gestorven ca. 413). Historisch gesproken is er in het geheel niets over hem bekend behalve de vermelding van zijn naam op deze lijst. Ook de legende weet er nauwelijks iets aan toe te voegen. Hij zou door paus Innocentius I naar Maastricht zijn gestuurd als bisschop, nadat de bisschopszetel 3 maanden vacant was geweest.
Zijn feestdag is op 13 januari.